# Experimentul Dosadi
Experimentul Dosadi (1977) (titlu original The Dosadi Experiment) este un roman science fiction scris de Frank Herbert. Este al doilea roman a cărui acțiune se petrece în universul Co-simțirii, creionat de Herbert în nuveleta The Tactful Saboteur și dezvoltat în Steaua și biciul.  

## Cadrul acțiunii
Acțiunea romanului se petrece într-un viitor îndepărtat în care oamenii fac parte dintr-o civilizație interstelară numită Co-simțirea, formată din mai multe specii. Una dintre acestea, taprisioții, pun la dispoziție comunicații de la o minte la alta între oricare două ființe inteligente din univers, în timp ce alta, calebanii, furnizează porți de salt care permit călătoria instantanee între oricare două puncte ale universului. Aceasta este liantul care ține laolaltă Co-simțirea, dar tehnologia porților de salt permite trimiterea ființelor către destinații necunoscute, în scopuri ascunse. O asemenea acțiune ajunge pe masa de lucru a unui sabotor guvernamental, care trebuie să îi descâlcească ițele.

## Intriga
Jorj X. McKie este un Sabotor Extraordinar, unul dintre cei mai importanți din Biroul de Sabotaj și singurul om admis ca legist (avocat) de către rasa gowachinilor.  În timp ce medita într-un parc din cartierul general al BirSab-ului, McKie este contactat mental de către calebana Fannie Mae, o femelă aparținând unei specii cu puteri inegalabile dintr-o altă dimensiune, a cărei manifestare vizibilă în acest univers este steaua Thyon din constelația Pleiadelor.
Cu generații în urmă, un experiment secret neautorizat al gowachinilor a fost pus la punct cu ajutorul unui contract caleban: planeta Dosadi a fost izolată în spatele unei bariere impenetrabile numită "Zidul Zeilor". Pe planetă au fost aduși oameni și gowachini, într-un amestec straniu de tehnologie modernă și învechită. Planeta însăși este otrăvitoare, cu excepția unei văi înguste în care a fost construit orașul "Chu", locuit la ora actuală de aproape 89 de milioane de oameni și gowachini care se îngrămădesc în condiții ne neimaginat. Orașul este condus de un dictator după ce au fost încercate anterior mai multe forme de guvernământ, singura instituție permanentă rămânând PolDem, un sistem computerizat folosit pentru manipularea populației fără știința sau consimțământul lor. Cultura puterii de zi cu zi de pe Dosadi este foarte violentă și printre numeroasele unelte folosite în ierarhia organizațiilor se numără substanțele psihotrope 
Keila Jedrik începe un război menit să schimbe Dosadi pentru totdeauna. Dar gowachinii doresc să distrugă Dosadi pentru a șterge toate urmele experimentului scăpat de sub control, iar Jorj e singurul care poate împiedica acest lucru. El i se alătură Keilei în lupta ei pentru putere, ajutând-o să devanseze toate facțiunile rivale. Cei doi fac schimb de corpuri și, profitând de datoria calebanei Fannie Mae față de Jorj, evadează de pe Dosadi. În procesul gowachin care urmează, cei doi găsesc modalitatea legală pentru a da drumul populației de pe dosadi în Co-simțire, în timp ce persoanele implicate în proiect sunt judecate și nevoite să suporte consecințele acțiunilor lor - ei l-au trimis pe McKie pe Dosadi sperând în găsirea unei rezolvări spre propriul beneficiu.

## Personaje principale

### Broey
Gowachinul Broey este conducătorul planetei Dosadi, incapabil să își dea seama de existența unei revolte umane și gowachine în Chu, orchestrată de un funcționar de nivel mediu din organizația sa, Keila Jedrik.  
După doar câteva zile, el este nevoit să renunțe la aliații săi umani pentru a-și salva propria rasă, apelând la atacuri kamikaze menite să facă victoria Keilei cât mai costisitoare posibil. El este luat prin surprindere de dispariția Zidului Zeilor și revelarea cerului negru din jurul planetei Dosadi, înainte de distrugerea ei programată.  
După acest eveniment el se aliază temporar cu Jedrik și intervine în relațiile la vârf din cadrul universului Co-simțirii. El este singurul judecător care supraviețuiește procesului care are loc în judecarenă în legătură cu afacerea Dosadi.

### Keila Jedrik
Keila Jedrik este o nativă de pe Dosadi, care provoacă o disfuncționalitate a sistemului computerizat care guvernează furnizarea alimentelor pentru a elimina din sistem 50 de oameni, printre care se numără și ea. Acest mic incident provoacă o avalanșă care duce la un război rasist pe scară largă împotriva gowachinilor care trăiesc alături de oameni în singurul oraș locuibil al planetei. Astfel să naștere unei crize pentru care se pregătește de multă vreme, în încercarea de a trece de Zidul Zeilor care înconjoară Dosadi. 
Când BirSab-ul îl trimite pe Jorj X. McKie pentru a investiga afacerea Dosadi, pune mâna pe el înainte ca acesta să ajungă la Broey, ajungând ulterior să se contopească cu sabotorul în minte, trup și scop.

### Jorj X. McKie
Jorj X. McKie ieste conducătorul sabotorilor extraordinari din BirSab, o organizație care apare în Experimentul Dosadi și în alte două texte anterioare. Gowachinii sunt terifiați de zâmbetul lui, care amintește de zeul lor broască. 
Succesul său în cadrul BirSab-ului se datorează inteligenței sale și înțelegerii de care dă dovadă față de tradițiile altor rase, combinate cu abilitatea sa de a se adapta oricăror circumstanțe. Trimis pe Dosadi ca fiind "cel mai bun agent", se dovedește a fi mic copil în comparație cu nativii obligați să se adapteze la violență de cincisprezece generații. Cu toate acestea, în mai puțin de o săptămână ajunge să fie catalogat de Keila Jedrik "mai dosadian decât un dosadian". 
Cu toate că față de calebana Fannie Mae simte o dragoste profundă (la care aceasta îi răspunde pe deplin), îi este aproape imposibil să stabilească relații afective pe termen lung cu femeile, fiind căsătorit de cincizeci de ori până la data afacerii Dosadi. În cele din urmă, el găsește în Keila Jedrik o tovarășă care devine mai mult decât o pereche de suflet.

## Premii
Experimentul Dosadi a fost nominalizat la premiul Locus pentru cel mai bun roman în 1978, dar a pierdut în fața romanului Poarta a lui Frederik Pohl.